# 贝恩德·奥尔布里希特
贝恩德·奥尔布里希特（德語：Bernd Olbricht，1956年10月17日—），德国男子皮划艇运动员。他曾代表东德参加1976年和1980年夏季奥林匹克运动会皮划艇比赛，获得二枚金牌、一枚银牌和一枚铜牌。